# Grotte du Mannlefelsen

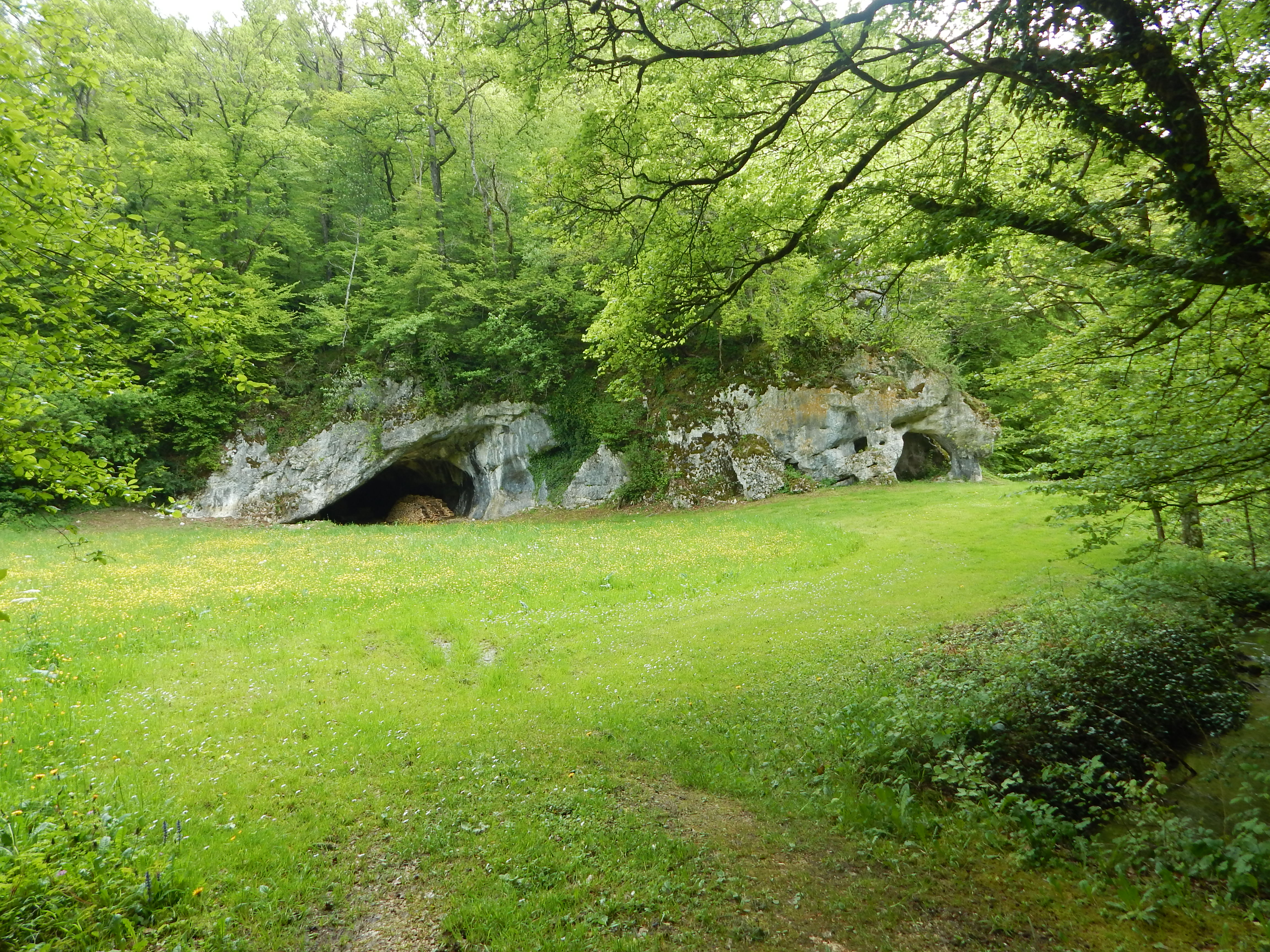
Les deux abris du Mannlefelsen. L'abri I est à gauche de l'image, l'abri II est à droite

Le site des grottes du Mannlefelsen est situé sur le territoire de la commune d'Oberlarg, dans le Sundgau, département français du Haut-Rhin, en Alsace.  
Le site a un important intérêt archéologique, la stratigraphie fournie par l'Abri du Mannlefelsen I étant l'une des deux seules couvrant la période allant de l'Épipaléolithique à l'époque romaine dans le Sundgau. 

## Historique
L'abri du Mannlefelsen I a été fouillé superficiellement par le docteur Thiessing en 1876, puis par la Direction des antiquités préhistoriques d'Alsace de 1971 à 1982. Ces fouilles, conduites sur une surface d'environ 30 m², ont révélé une stratigraphie de près de 8 mètres sans atteindre le substratum rocheux. 
Les fouilles ont ensuite été remblayées pour des raisons de sécurité et seul le porche de l'abri est actuellement visible.

## Description
Le site est composé de deux cavités distinctes, distantes d'une quinzaine de mètres : l'Abri du Mannlefelsen I et l'Abri du Mannlefelsen II, toutes deux creusées dans l'Oxfordien moyen (Argovien-Rauracien) des premiers contreforts calcaires du massif du Jura.

## Vestiges
L'abri du Mannlefelsen I  a livré un abondant outillage lithique en silex (près de 4000 pièces), d'époque principalement Épipaléolithique et Mésolithique et plusieurs structures (trous de poteaux, foyers) s'étageant de l'Épipaléolithique au Néolithique. Une sépulture, sous la forme d'un crâne humain (probablement celui d'un sujet masculin adulte) déposé sur un lit de petits blocs calcaires, a également été découverte à une profondeur de 4.7 m et datée aux environs de 7000 avant J-C.
L'abri du Mannlefelsen II a livré des vestiges (silex, canine d'ours, dent de rhinocéros) datant de la dernière glaciation (environ - 60 000 ans).